# Dinochernes vanduzeei
Dinochernes vanduzeei är en spindeldjursart som först beskrevs av Chamberlin 1923.  Dinochernes vanduzeei ingår i släktet Dinochernes och familjen blindklokrypare. Inga underarter finns listade i Catalogue of Life.